# Sepalosiphon
Sepalosiphon é um género botânico pertencente à família das orquídeas (Orchidaceae).